# کبوتردریاییان
کبوتردریاییان (نام علمی: Procellariidae) خانواده‌ای از پرندگان دریایی است که بخشی از راسته کبوتردریایی‌سانان، شامل ۸۰ گونه از جمله آلباتروس و مرغ توفان شمالی و مرغ توفان جنوبی، را در بر می‌گیرد.
کبوتردریاییان پرهای دودی مایل به خاکستری یک‌دست دارد.

## ویژگی‌ها
همه این گونه‌ها دارای لوله‌ای تنفسی بر روی بینی هستند. آن‌ها برای تغذیه به درون آب می‌روند و از ماهیهای سطح آب، ماهی مرکب، و سخت‌پوستانی چون کریل و پلانکتون تغذیه می‌کنند. منابع غذایی آن‌ها بسیار متنوع است و در همه اقیانوس‌های جهان، به ویژه در نیمکره جنوبی، می‌توان این پرندگان را یافت.

## رده‌بندی
- مرغ باران کرگولن (۱ گونه)
- بولوریا (۳ گونه)
- کبوتردریایی‌های بزرگ (۴ گونه)
- مرغ باران دماغه (۱ گونه)
- مرغ‌های باران بدبو (۲ گونه)
- مرغ باران آبی (۱ گونه)
- مرغان توفان بزرگ (۲ گونه)
- پرکلفت (۶ گونه)
- مرغ باران برفی (Pagodroma) (۱ گونه)
- مرغ‌های باران نمادین (۵ گونه)
- مرغ‌های باران تیره (۵ گونه)
- مرغ باران خرمگسی (۳۴ گونه)
- کبوتردریایی‌های آب‌شکاف (۲۶ گونه)
- مرغ باران جنوبگان (۱ گونه)